# Kaplica Matki Bożej Częstochowskiej w Przegini Duchownej
Kaplica Matki Bożej Częstochowskiej – znajdująca się w Przegini Duchownej, w gminie Czernichów, w powiecie krakowskim.
Obiekt, wraz z ogrodzeniem i drzewostanem, został wpisany do rejestru zabytków nieruchomych województwa małopolskiego.
Kaplica pochodzi z 1899 roku, należy do parafii św. Kazimierza w Rybnej .